# Vouní (fornlämning)
Vouní är en fornlämning i Cypern. Ursprungligen ett monumentalt palats tillhörande den klassiska perioden under antiken. Den ligger på en platå i distriktet Eparchía Lefkosías, i den centrala delen av landet, 50 km väster om huvudstaden Nicosia. Vouní ligger 242 meter över havet. Den ligger på ön Cypern och undersöktes av Svenska cypernexpeditionen 1927-1931.

## Historia
Palatset i Vouni byggdes under det tidiga 400-talet f.Kr. efter det misslyckade Joniska upproret mot perserna, där Cypern deltog. Fortet konstruerades av kungen av Marion, allierad till den persiske kung Darius, för att kunna kontrollera den närliggande staden Soloi. Arkitekturen var  av denna anledning ursprungligen orientaliskt influerad. Efter en mer lyckad revolt mot perserna 449 f.Kr. så ändrade den nya härskaren planlösningen så att den mer överensstämde med grekiska traditioner.
Palatset hade omfattande förvaringsrum, kök och badanläggningar, bland annat ett sudatorium. Det fanns inga källor eller naturligt färskvatten på platån, men en stor cistern på palatsgården fångade upp regnvatten från taken. Ett tempel dedikerat till gudinnan Athena byggdes på den högsta delen av platån och även flera små altare, varav en dedikerad till Herakles.

Vouini, sett från gravberget

Palatset förstördes av en brand ca 380 f.Kr. Einar Gjerstad ansåg att palatset förstördes av invånarna i Soloi, men den tolkningen har ifrågasatts av andra forskare.

## Utgrävning

Utgrävning av Vouni

Vouni undersöktes av den svenska Cypernexpeditionen mellan 1928 och våren 1929, under ledning av Einar Gjerstad och Alfred Westholm. I samband med undersökningarna hittades bland annat en skatt i form av guldarmband, smycken och silvermynt som gömts under en trappa. Myntdepån bestod av 248 silvermynt och fyra persiska dareik av guld. 122 av de 252 mynten övrelämnades till Medelhavsmuseet i Sverige, medan resten finns kvar på Cypern. Mynten är deponerade på det Kungliga Myntkabinettet.

Huvud av staty, från Athenas tempel i Vouni. Från en utställning på Liljevalchs.

Offer till gudinnan Athena har hittats vid utgrävningarna, och även flera statyer.
Föremålen från undersökningarna delades upp mellan Cypern och Sverige, de svenska samlingarna förvaltas av Medelhavsmuseet.